# Рахими, Хасан
Хасан Рахими (перс. حسن رحيمى‎, 15 июня 1989) — иранский борец вольного стиля, чемпион мира и Азии.

## Биография
Родился в Тегеране. В 2008 году стал чемпионом Азии среди юниоров и серебряным призёром чемпионата мира среди юниоров. В 2009 году стал чемпионом мира среди юниоров и завоевал бронзовую медаль чемпионата Азии. В 2010 году стал чемпионом мира среди военных. В 2011 году стал бронзовым призёром чемпионата мира. В 2012 году стал чемпионом Азии, но на Олимпийских играх в Лондоне занял лишь 8-е место. В 2013 году стал чемпионом мира, победив в финале Амита Кумара из Индии. На чемпионате мира 2014 года стал обладателем бронзовой медали. Через год выиграл серебро чемпионата мира в Лас-Вегасе, уступив в финале 24-летнему Владимир Хинчегашвили из Грузии. В 2016 году стал бронзовым призёром Олимпийских игр в Рио-де-Жанейро.